# Here After - L'aldilà
Here After - L'aldilà (Here After)  è un film del 2024 diretto da Robert Salerno.

## Trama
Quando sua figlia mostra un comportamento inquietante dopo un'esperienza pre-morte, sua madre comincia a credere che la ragazza abbia portato qualcosa di malvagio dall'altra parte.

## Distribuzione
Il film è stato distribuito nelle sale cinematografiche italiane a partire dal 25 luglio 2024.